# Lijst van nummer 1-hits in Wallonië in 2000
Deze hits stonden in 2000 op nummer 1 in de Waalse Ultratop 40, de bekendste hitlijst in Wallonië.
| Datum        | Artiest                                           | Titel                                  |
| ------------ | ------------------------------------------------- | -------------------------------------- |
| 1 januari    | R. Kelly                                          | If I could turn back the hands of time |
| 8 januari    | R. Kelly                                          | If I could turn back the hands of time |
| 15 januari   | R. Kelly                                          | If I could turn back the hands of time |
| 22 januari   | R. Kelly                                          | If I could turn back the hands of time |
| 29 januari   | Axelle Red                                        | Parce que c'est toi                    |
| 5 februari   | Hélène Ségara                                     | Il y a trop de gens qui t'aiment       |
| 12 februari  | Hélène Ségara                                     | Il y a trop de gens qui t'aiment       |
| 19 februari  | Hélène Ségara                                     | Il y a trop de gens qui t'aiment       |
| 26 februari  | Hélène Ségara                                     | Il y a trop de gens qui t'aiment       |
| 4 maart      | Hélène Ségara                                     | Il y a trop de gens qui t'aiment       |
| 11 maart     | Hélène Ségara                                     | Il y a trop de gens qui t'aiment       |
| 18 maart     | Hélène Ségara                                     | Il y a trop de gens qui t'aiment       |
| 25 maart     | All Saints                                        | Pure shores                            |
| 1 april      | All Saints                                        | Pure shores                            |
| 8 april      | Superfunk & Ron Carroll                           | Lucky star                             |
| 15 april     | Tina Arena                                        | Les 3 cloches                          |
| 22 april     | Tina Arena                                        | Les 3 cloches                          |
| 29 april     | Tina Arena                                        | Les 3 cloches                          |
| 6 mei        | Britney Spears                                    | Oops!... I did it again                |
| 13 mei       | Bomfunk MC's                                      | Freestyler                             |
| 20 mei       | Bomfunk MC's                                      | Freestyler                             |
| 27 mei       | Bomfunk MC's                                      | Freestyler                             |
| 3 juni       | Yannick                                           | Ces soirées-là                         |
| 10 juni      | Yannick                                           | Ces soirées-là                         |
| 17 juni      | Yannick                                           | Ces soirées-là                         |
| 24 juni      | Yannick                                           | Ces soirées-là                         |
| 1 juli       | Yannick                                           | Ces soirées-là                         |
| 8 juli       | Yannick                                           | Ces soirées-là                         |
| 15 juli      | Yannick                                           | Ces soirées-là                         |
| 22 juli      | Yannick                                           | Ces soirées-là                         |
| 29 juli      | Yannick                                           | Ces soirées-là                         |
| 5 augustus   | Yannick                                           | Ces soirées-là                         |
| 12 augustus  | Anastacia                                         | I'm outta love                         |
| 19 augustus  | Anastacia                                         | I'm outta love                         |
| 26 augustus  | Anastacia                                         | I'm outta love                         |
| 2 september  | Philippe d'Avilla, Damien Sargue & Grégori Baquet | Les rois du monde                      |
| 9 september  | Philippe d'Avilla, Damien Sargue & Grégori Baquet | Les rois du monde                      |
| 16 september | Philippe d'Avilla, Damien Sargue & Grégori Baquet | Les rois du monde                      |
| 23 september | Philippe d'Avilla, Damien Sargue & Grégori Baquet | Les rois du monde                      |
| 30 september | Philippe d'Avilla, Damien Sargue & Grégori Baquet | Les rois du monde                      |
| 7 oktober    | Philippe d'Avilla, Damien Sargue & Grégori Baquet | Les rois du monde                      |
| 14 oktober   | Philippe d'Avilla, Damien Sargue & Grégori Baquet | Les rois du monde                      |
| 21 oktober   | Philippe d'Avilla, Damien Sargue & Grégori Baquet | Les rois du monde                      |
| 28 oktober   | Philippe d'Avilla, Damien Sargue & Grégori Baquet | Les rois du monde                      |
| 4 november   | Philippe d'Avilla, Damien Sargue & Grégori Baquet | Les rois du monde                      |
| 11 november  | Philippe d'Avilla, Damien Sargue & Grégori Baquet | Les rois du monde                      |
| 18 november  | Philippe d'Avilla, Damien Sargue & Grégori Baquet | Les rois du monde                      |
| 25 november  | Philippe d'Avilla, Damien Sargue & Grégori Baquet | Les rois du monde                      |
| 2 december   | Philippe d'Avilla, Damien Sargue & Grégori Baquet | Les rois du monde                      |
| 9 december   | Isabelle Boulay                                   | Parle-moi                              |
| 16 december  | Garou                                             | Seul                                   |
| 23 december  | Garou                                             | Seul                                   |
| 30 december  | Garou                                             | Seul                                   |